# Mark Midler
Mark Petrovitsj Midler (Russisch: Марк Петрович Мидлер) (Moskou, 24 september 1931 - Moskou, 31 mei 2012) was een Sovjet-Russische schermer.
Midler nam viermaal deel aan de Olympische Zomerspelen en won in 1960 en 1964 de gouden medaille met het floret team. Midler werd met het team zesmaal wereldkampioen, individueel won hij drie medailles.

## Resultaten

### Olympische Zomerspelen
| Jaar | Plaats    | Resultaten                                               |
| ---- | --------- | -------------------------------------------------------- |
| 1952 | Helsinki  | KF poule floret 1e ronde floret team 1e ronde sabel team |
| 1956 | Melbourne | 5e floret team 7e floret                                 |
| 1960 | Rome      | floret team 5e floret                                    |
| 1964 | Tokio     | floret team 9e floret                                    |

### Wereldkampioenschappen schermen
| Jaar | Plaats       | Resultaten           |
| ---- | ------------ | -------------------- |
| 1957 | Parijs       | floret               |
| 1958 | Philadelphia | floret team          |
| 1959 | Boedapest    | floret team · floret |
| 1961 | Turijn       | floret team · floret |
| 1962 | Buenos Aires | floret team          |
| 1963 | Gdańsk       | floret team          |
| 1965 | Parijs       | floret team          |
| 1966 | Moskou       | floret team          |
| 1967 | Montreal     | floret team          |

1904: Fonst, Díaz, Van Zo Post ·
1920: Baldi, Costantino, A. Nadi, N. Nadi, Olivier, Puliti, Speciale, Terlizzi ·
1924: Cattiau, Coutrot, de Luget, Ducret, Gaudin, Jobier, Labatut, Perotaux ·
1928: Chiavacci, Gaudini, Guaragna, Pessina, Pignotti, Puliti ·
1932: Bondoux, Bougnol, Cattiau, Gardère, Lemoine, Piot ·
1936: Bocchino, Di Rosa, Gaudini, Guaragna, Marzi, Verratti ·
1948: Bonin, Bougnol, de Buhan, Lataste, d'Oriola, Rommel ·
1952: de Buhan, Lataste, Netter, Noël, d'Oriola, Rommel ·
1956: Bergamini, Carpaneda, Di Rosa, Lucarelli, Mangiarotti, Spallino ·
1960: Midler, Roedov, Sissikin, Svesjnikov, Zjdanovitsj ·
1964: Midler, Sissikin, Sjarov, Svesjnikov, Zjdanovitsj ·
1968: Berolatti, Dimont, Magnan, Noël, Revenu ·
1972: Dąbrowski, Godel, Kaczmarek, Koziejowski, Woyda ·
1976: Bach, Behr, Hein, Reichert, Sens-Gorius ·
1980: Bonin, Boscherie, Flament, Jolyot, Pietruszka ·
1984: Borella, Cerioni, Cipressa, Numa, Scuri ·
1988: Aptsiaoeri, Ibragimov, Koretsky, Mamedov, Romankov ·
1992: Koch, Schreck, Wagner, Weidner, Weißenborn ·
1996: Mamedov, Pavlovitsj, Sjevtsjenko ·
2000: Ferrari, Guyart, Lhotellier, Plumenail ·
2004: Cassarà, Sanzo, Vanni, Zennaro ·
2012: Valerio Aspromonte, Avola, Baldini, Cassarà ·
2016: Achmatchoezin, Safin, Tsjeremisinov ·
2020: Le Péchoux, Lefort, Mertine, Pauty ·
2024: Iimura, Matsuyama, Shikine, Nagano